# Maria Sip
Maria Sip geborene Abfalter (* 25. März 1903 in Almosen (Gemeinde Göpfritz an der Wild); † 7. April 1944 in Wien) war eine österreichische Apothekenhelferin und Widerstandskämpferin.

## Leben
Nach ihrer Ausbildung in einer Berufsfachschule und einer Handelsschule wohnte Maria Sip in Wien in der Mariahilferstraße 158 und arbeitete als Apothekerhelferin. Während der Zeit des Nationalsozialismus vermittelte sie die Kommunikation zwischen Funktionären der KPÖ, darunter der aus der Haft geflohene Färbergehilfe Adolf Neustadtl (Decknamen „Max“ und „Dolferl“), der Strickermeister Anton Gajda (Decknamen „Pick“ und „Raupenzüchter“), der Bäckergehilfe Emil Voreiter (Decknamen „Dobner“ und „Feinreiter“) und Franz Däninger, der eine kommunistische Zelle bei der Schutzpolizei gegründet hatte. Auf Bitte von Anton Gajda, mit dem sie eine persönliche Beziehung unterhielt, stellte sie ihre Wohnung für die konstituierende Sitzung der illegalen KPÖ am 2. April 1942 und weiteren sechs Treffen zur Verfügung, nahm aber an diesen nicht teil. In ihrer Tätigkeit als Apothekerhelferin sammelte sie auch Kontakte ehemaliger sozialdemokratischer Ärzte, um diese für den kommunistischen Widerstand zu gewinnen. Laut Gerichtsurteil war sie auch an der Herstellung und Verteilung kommunistischer Flugblätter beteiligt.
Maria Sip wurde am 14. Juli 1942 von der Gestapo festgenommen; bei der Hausdurchsuchung fand man neben ihrer Schreibmaschine auch etwa 400 Briefumschläge für den Versand von Flugblättern. Zur gleichen Zeit wurden auch die KPÖ-Funktionäre Therese und Karl Dworak, Rosalia und Johann Graf sowie Emilie und Anton Tolnay festgenommen. Am 7. Februar 1944 wurde Maria Sip wegen „Vorbereitung zum Hochverrat und Feindbegünstigung“ zum Tod verurteilt und am 7. April 1944 im Landesgericht Wien hingerichtet. Ihr Leichnam wurde dem Anatomischen Institut der Stadt Wien überlassen. Im Vollstreckungsbefehl heißt es: Von einer Bekanntmachung in der Presse und durch Anschlag bitte ich abzusehen.

## Gedenken
Maria Sip wurde im Ehrenhain der Gruppe 40, Reihe 22, Nr. 64 im Wiener Zentralfriedhof bestattet. Auf ihrem Grabstein sind die Worte eingraviert: Sie starb für die Freiheit Österreich[s].
Im ehemaligen Hinrichtungsraum des Landesgerichts für Strafsachen Wien ist ihr Name auf der Gedenktafel für die Opfer der NS-Justiz aufgeführt.